# Pyrenula caryae
Pyrenula caryae är en lavart som beskrevs av R. C. Harris. Pyrenula caryae ingår i släktet Pyrenula och familjen Pyrenulaceae.   Inga underarter finns listade i Catalogue of Life.